# Narciso e Boccadoro (film)
Narciso e Boccadoro (Narziss und Goldmund) è un film del 2020 diretto da Stefan Ruzowitzky. È un libero adattamento basato sul romanzo del 1930 di Hermann Hesse Narciso e Boccadoro. I ruoli principali di Narciso e Boccadoro sono stati interpretati da Sabin Tambrea e Jannis Niewöhner. Il film è uscito il 12 marzo 2020 nella Svizzera tedesca e il giorno successivo nei cinema austriaci.

## Trama
Nel Medioevo, il giovane, bello e intelligente Boccadoro viene mandato a studiare al monastero da suo padre e fa amicizia con il pio studente Narciso dopo aver difeso l'esile ragazzo contro i bulli più anziani. Narciso diviene l'insegnante di Boccadoro il quale cresce fino a diventare uno studente modello e colto. Dopo un po' di tempo, il talentuoso artista Boccadoro inizia a lottare con la vita di tutti i giorni, nel monastero, e si rende conto che la prospettiva della vita monastica non corrisponde alle sue idee di libertà.  Mentre Narciso vive e agisce in modo ascetico, secondo le rigide regole della comunità religiosa, un giorno Boccadoro se ne va alla ricerca di sua madre.
Ventidue anni dopo, Boccadoro e Narciso, che nel frattempo è stato nominato abate, si incontrano di nuovo in modo casuale: alla festa di un principe, a cui è presente Narciso, Boccadoro, completamente svestito, viene improvvisamente condotto nella sala. Aveva soggiornato negli appartamenti della principessa. Messo in prigione, Narciso lo visita con un pretesto, lo trova in cattive condizioni e lo aiuta a fuggire. Giunto nell'abbazia, Boccadoro racconta le sue avventure. Ha trascorso gli anni vagando, ha imparato il mestiere dello scultore e ha incontrato il suo grande amore, Lene, che è poi morta di peste. Non è nemmeno riuscito a trovare sua madre. Per poterlo trattenere ancora un po' nell'abbazia, Narciso gli chiede di realizzare un altare. Boccadoro crea un capolavoro che nessuno aveva mai visto prima; ogni statua di un santo porta il volto di una donna che ha plasmato la sua vita.

## Modello letterario
(Sabin Tambrea)

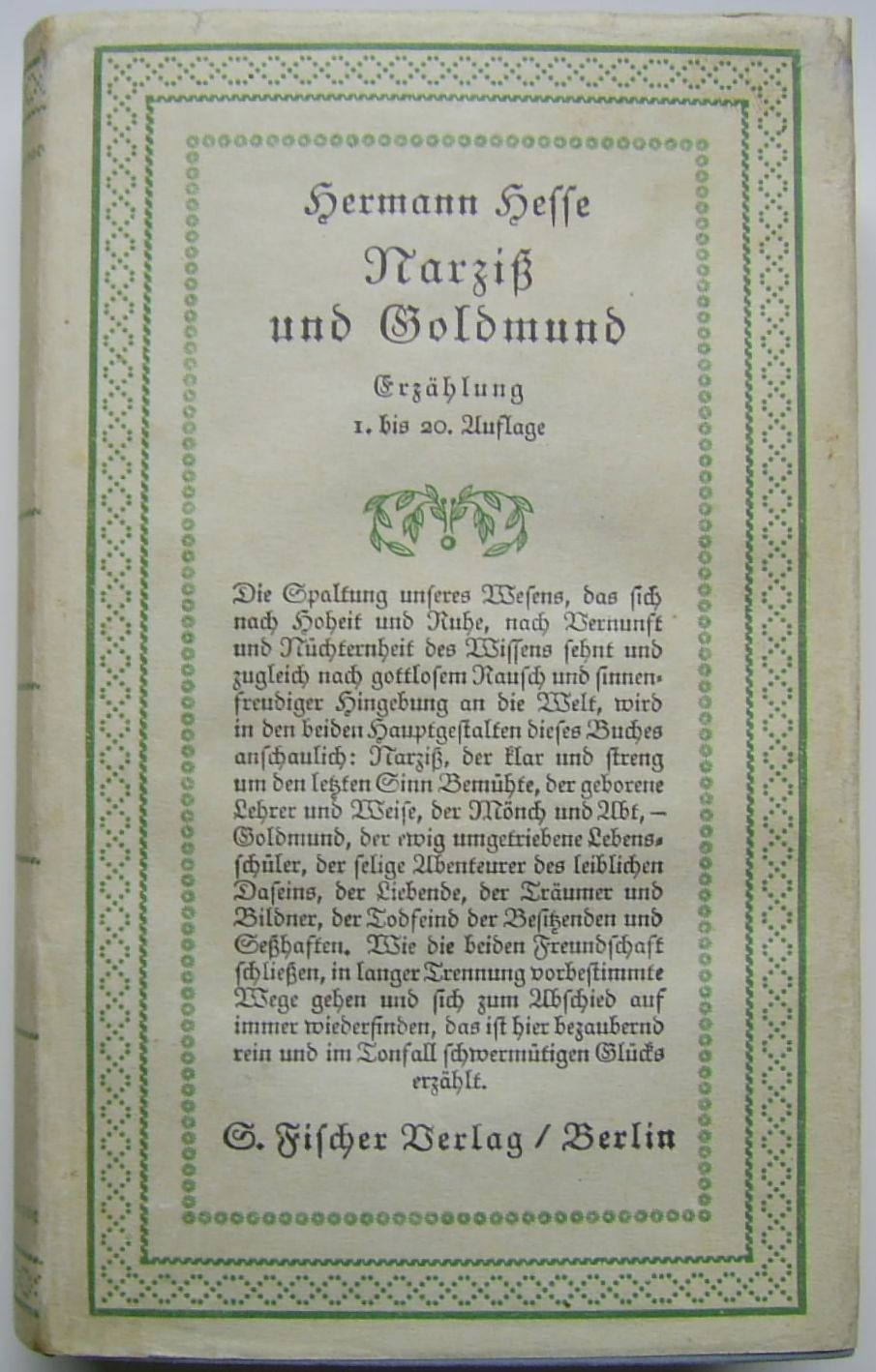
Narciso e Boccadoro nella prima edizione del 1930

"Narciso e Boccadoro" è stato il libro di maggior successo di Hesse ed è stato tradotto in 30 lingue. Per quest'opera utilizzò dei forti riferimenti biografici, che si ritrovano anche nei nomi dei luoghi. Hesse era nato nel 1877 figlio del missionario Johann Hesse dell'Estonia. La famiglia visse a Basilea, dal 1881 al 1886. A quel tempo, Johann Hesse aveva acquisito la cittadinanza svizzera. Hermann Hesse studiò alla Göppingen Latin School, dal 1890 al 1891, e superò l'esame di stato del Württemberg. Poiché voleva intraprendere una carriera teologica, suo padre acquisì quindi la cittadinanza del Württemberg. Nel settembre 1891 Hesse entrò nel seminario del monastero protestante di Maulbronn. Narciso e Boccadoro sono apparentemente i due lati di Hermann Hesse, secondo Joseph-François Angelloz: “Dato che avrebbe dovuto intraprendere la professione di pastore, era uno studente del monastero di Maulbronn. Così ci introduce, nel romanzo, al monastero di Mariabronner. Lì insegna a un giovane novizio, amato o invidiato per la sua bellezza, la sua conoscenza del greco, la sua raffinatezza, il suo sguardo premuroso e profondo; aveva il dono di leggere nelle anime e nel futuro, per indirizzare le persone al loro destino." In Boccadoro, Narciso scoprì "il suo polo opposto e il suo complemento" e "l'altra metà della sua stessa natura", dice Angelloz.

## Produzione

### Finanziamenti del film
Il film è stato diretto dal premio Oscar Stefan Ruzowitzky. Già nel 2014 si era saputo che stava lavorando a un adattamento della sceneggiatura del romanzo di Hesse. Il fatto che Narciso non compaia nel libro per molto tempo portò a un problema per l'adattamento cinematografico. Pertanto, per questo è stato utilizzato un modello drammaturgico con flashback annidati. Il punto di partenza è il momento in cui l'adulto Boccadoro è tornato da Narciso nel monastero di Mariabronn e gli ha raccontato le sue avventure.
Il film ha ricevuto un finanziamento di produzione di 400.000 euro dal FilmFernsehFonds Bayern, 350.000 euro dal Medienboard Berlin-Brandenburg, 700.000 euro dal Federal Film Funding e un finanziamento di produzione dalla Mitteldeutsche Medienförderung per un importo di 200.000 euro. Il Filmförderungsanstalt ha concesso un ulteriore finanziamento di 568.400 euro. Da parte austriaca, FISA Filmstandort Austria ha contribuito con un finanziamento di produzione di 538.000 euro e il Vienna Film Fund con un importo di 200.000 euro. Ulteriori finanziamenti provengono dall'accordo cinema/televisione della ORF, dal finanziamento culturale dello stato della Bassa Austria e dall'Istituto del cinema austriaco.

### Preparazione
Gli attori Sabin Tambrea e Jannis Niewöhner hanno assunto i ruoli principali di Narciso e Boccadoro. Poiché l'amicizia tra i due personaggi principali durò per oltre tre decenni, sono stati interpretati, negli anni giovanili, dagli attori bambini Oskar von Schönfels e Jeremy Miliker. In preparazione delle riprese, Tambrea e Niewöhner hanno trascorso diversi giorni nell'abbazia di Zwettl nel Waldviertel e hanno preso parte alle sei preghiere quotidiane. Per Niewöhner, tuttavia, Narciso e Boccadoro  non è un film storico in cui si cerca di rappresentare realisticamente un certo tempo. Piuttosto, si è cercato di descrivere l'Assia nel Medioevo mentre lo si stava disegnando. Quindi è più di una finzione romanzata del Medioevo: “Tutto è molto bello e affascina con i suoi abbaglianti colori.
Emilia Schüle nel ruolo di Lydia, Henriette Confurius in quello di Lene e Uwe Ochsenknecht nel ruolo di Master Niklaus ricoprono anche altri ruoli minori. Kida Khodr Ramadan ha interpretato il ruolo del monaco Anselm, mentre André M. Hennicke quello del monaco Lothar.

### Riprese e attrezzature

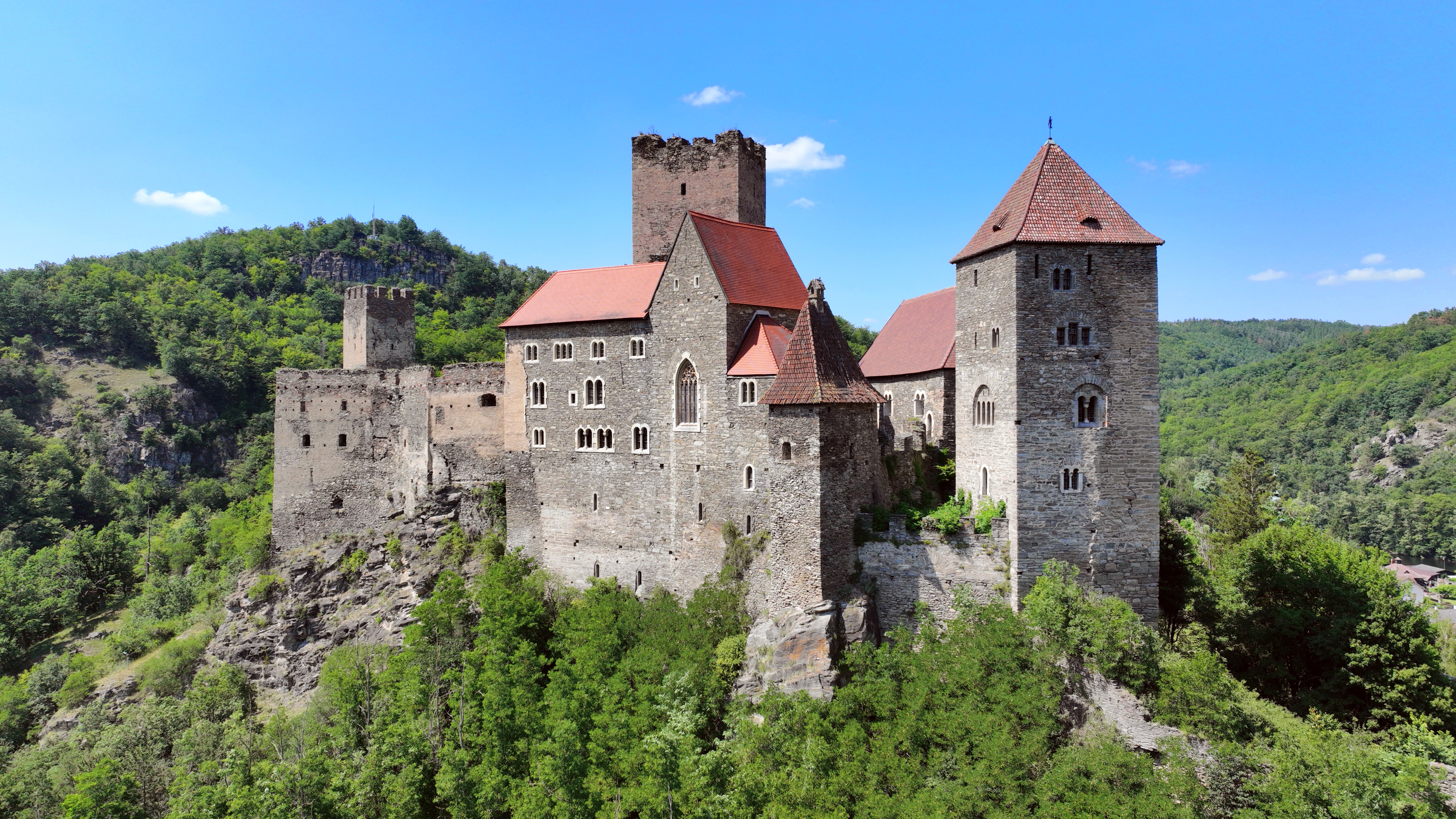
Il film è ambientato nel castello Hardegg nel distretto di Hollabrunn

Le riprese si sono svolte, da agosto a ottobre 2018, in Austria, Alto Adige e Repubblica Ceca. Il castello di Hardegg, nel distretto di Hollabrunn nella Bassa Austria, è stato l'ambientazione dell'abbazia. Il castello, costruito nel 1145, è normalmente aperto al pubblico, ma durante le riprese è stato trasportato indietro nel Medioevo. Le scene sulla neve sono state girate in Alto Adige. Il direttore della fotografia è stato Benedict Neuenfels. Ulteriori scene sono state create nei castelli di Pernštejn, Točník, Švihov, nel museo all'aperto Řepora e nella cattedrale di Santa Barbara a Kutná Hora.

### Musica da film, marketing ed editoria
La musica del film è stata composta da Henning Fuchs. L'album della colonna sonora è stato pubblicato da Neue Meister a metà marzo 2020, in download e su CD.
Diverse scene sono sottolineate dal canto gregoriano, ad esempio con la sequenza della Pentecoste dal Veni Sancte Spiritus e con l'antifona In paradisum. Alcune sono intonate da Sabin Tambrea come solista.
Un primo trailer è stato presentato alla fine di ottobre 2019. Il 12 marzo 2020 è uscito il film nella Svizzera tedesca e il giorno successivo nelle sale austriache. Narciso e Boccadoro ha avuto la sua prima il 2 marzo 2020 allo Zoo Palast di Berlino. A causa della pandemia di COVID-19, i cinema in Germania erano stati chiusi durante la prima settimana di proiezione, così il film inizialmente venne visto solo da 20.000 spettatori. Il 16 aprile del 2020, è stato pubblicato come download per l'acquisto dopo che la FFA aveva concesso una riduzione straordinaria del periodo di blocco. Quando sono riprese le proiezioni nei cinema, nel maggio 2020, il film è stato nuovamente reso disponibile nelle sale.

## Ricezione

### Classificazione per età
In Germania è stato approvato dall'FSK dall'età di 12 anni, ma consentito dall'età di 6 anni se accompagnati dai genitori. La motivazione afferma che l'atmosfera del film è spesso cupa e che vengono discussi anche la guerra e la peste. Passaggi violenti e drammatici e tragici colpi di scena potrebbero sconvolgere i bambini di età inferiore ai 12 anni a causa della loro intensità emotiva, ma a causa dell'ambientazione storica lontana dalla vita di tutti i giorni, i bambini più grandi sono in grado di prendere le distanze dagli eventi e confrontarsi con gli aspetti giovanili del film come la crescita e l'amicizia.

### Recensioni
Il critico cinematografico Antje Wessels nota che sebbene la storia sia incentrata sull'amorevole amicizia tra due uomini, è nell'ambiente segnato da peste, violenza e morte che questa amicizia si trasforma in amore, e difficilmente potrebbe essere stato messo in scena meglio di quanto ha fatto Stefan Ruzowitzky, che conosce bene l'argomento: “Vediamo cadaveri disseminati di vesciche di peste, torture eseguite sulle vittime in dettaglio e pelle nuda. I fondali sembrano sempre tutt'altro che ordinati, ma sporchi e vivaci. A volte hai la sensazione di sentire il fetore delle strade e della loro gente." È grazie alla precisa direzione di Ruzowitzky che, con tanta violenza e sporcizia, l'intimità dell'amicizia tra Narciso e Boccadoro non cade mai nel dimenticatoio", ha detto Wessels.
Manfred Riepe di Epd Film scrive che Jannis Niewöhner, da giovane Adone che mostra molta pelle nuda, fa una bella figura, ma a causa del suo spiccato dialetto berlinese, i dialoghi di Hesse suonano come se Boccadoro avesse una lingua di latta. Sabin Tambrea, invece, è il monaco ascetico di un tempo.

### Proiezioni scolastiche
Il portale online kinofenster.de consiglia il film all'11º corso per le materie tedesco, storia, studi sociali, etica, religione e filosofia e offre materiali per la discussione del film in aula. Burkhard Wetekam scrive che oltre ad affrontare la questione di una vita di successo nelle lezioni di etica, offre esplorazioni storiche sul ruolo dei monasteri o dell'arte religiosa.

### Premi
Narciso e Boccadoro è stato selezionato per il German Film Award all'inizio di gennaio 2020.